# Страшимир (село)
Страшимир е село в Южна България. То се намира в община Златоград, област Смолян.

## География
Село Страшимир се намира в планински район. Разположено е в южната част на централните Родопи в община Златоград, на 2 км. път от разклон „Печинско“. Селото е сгушено между върховете „Бучовица“- 1404 м и „Петровица“- 1309 м.  Наличието на много неработещи минни галерии са предпоставка за развитието на минния туризъм. Приоритет на селото е и развитието на селски туризъм.

## История
На територията на селото са открити останки от древна тракийска крепост. През 1971 година в Страшимир е открит керамичен съд с 26 антични монети - 24 бронзови, от остров Тасос и две сребърни, римски от 1 в. пр. Хр. Укриването на монетите се свързва с похода на проконсула на  провинция Македония Марк Теренция Варон Лукул срещу бесите.
Рудните находища в района са били известни и разработвани още от Средновековието. През 1921 година договор за концесия върху рудното находище получава Иван Савов - български индустриалец. По-късно рудното находище става собственост на „Горубсо“.
Село Страшимир е признато от населена местност за промишлено селище с Указ 292, обнародван на 25 август 1953 година. Към него е присъединена и махалата Боево. През 1985 година има 221 жители.